# Élise Freinet
Élise Freinet [eˈliz fʀeˈnɛ] (* 14. August 1898 in Pelvoux; † 30. Januar 1983; geb. Lagier Bruno) war eine französische Künstlerin, Reformpädagogin und zusammen mit Célestin Freinet Mitbegründerin der Freinet-Pädagogik.

## Leben
Élise Lagier Bruno und Célestin Freinet heirateten 1926. Der Ehe entstammte die Tochter Madeleine Freinet (1929–2007), die mit  Jacques Bens verheiratet war, einem Schüler aus Vence.
Nach dem Tod ihres Ehemanns Célestin Freinet im Jahr 1966 übernahm Élise Freinet die Verantwortung für die Freinet-Pädagogik. 1977 veröffentlichte Élise Freinet das Buch L'itinéraire de Célestin Freinet, in dem sie das Lebenswerk ihres Ehemannes beschrieb.

## Veröffentlichung
- Élise Freinet: Erziehung ohne Zwang. Der Weg Célestin Freinets. Aus dem Französischen übersetzt und herausgegeben von Hans Jörg. Klett-Cotta, Stuttgart 1997, ISBN 3-608-91851-5.